# Gastroduodenite
La gastroduodenite  è un processo infiammatorio che riguarda contemporaneamente lo stomaco ed il tratto intestinale ad esso conseguente chiamato duodeno. Esistono forme acute e croniche.

## Sintomatologia
Fra i sintomi e segni clinici si mostrano dolore, bruciore e dispepsia.

## Terapia
Il trattamento è farmacologico, si somministrano antiacidi.

## Etimologia
Il termine deriva dal greco gaster = stomaco, latino duodeni = dodici e greco itis = infiammazione.